# 5月7日
5月7日（ごがつなのか）は、グレゴリオ暦で年始から127日目（閏年では128日目）にあたり、年末まではあと238日ある。

## できごと

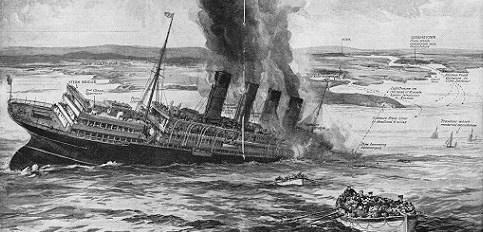
Uボートが客船ルシタニアを撃沈(1915)、アメリカの第一次世界大戦参戦の契機となる。

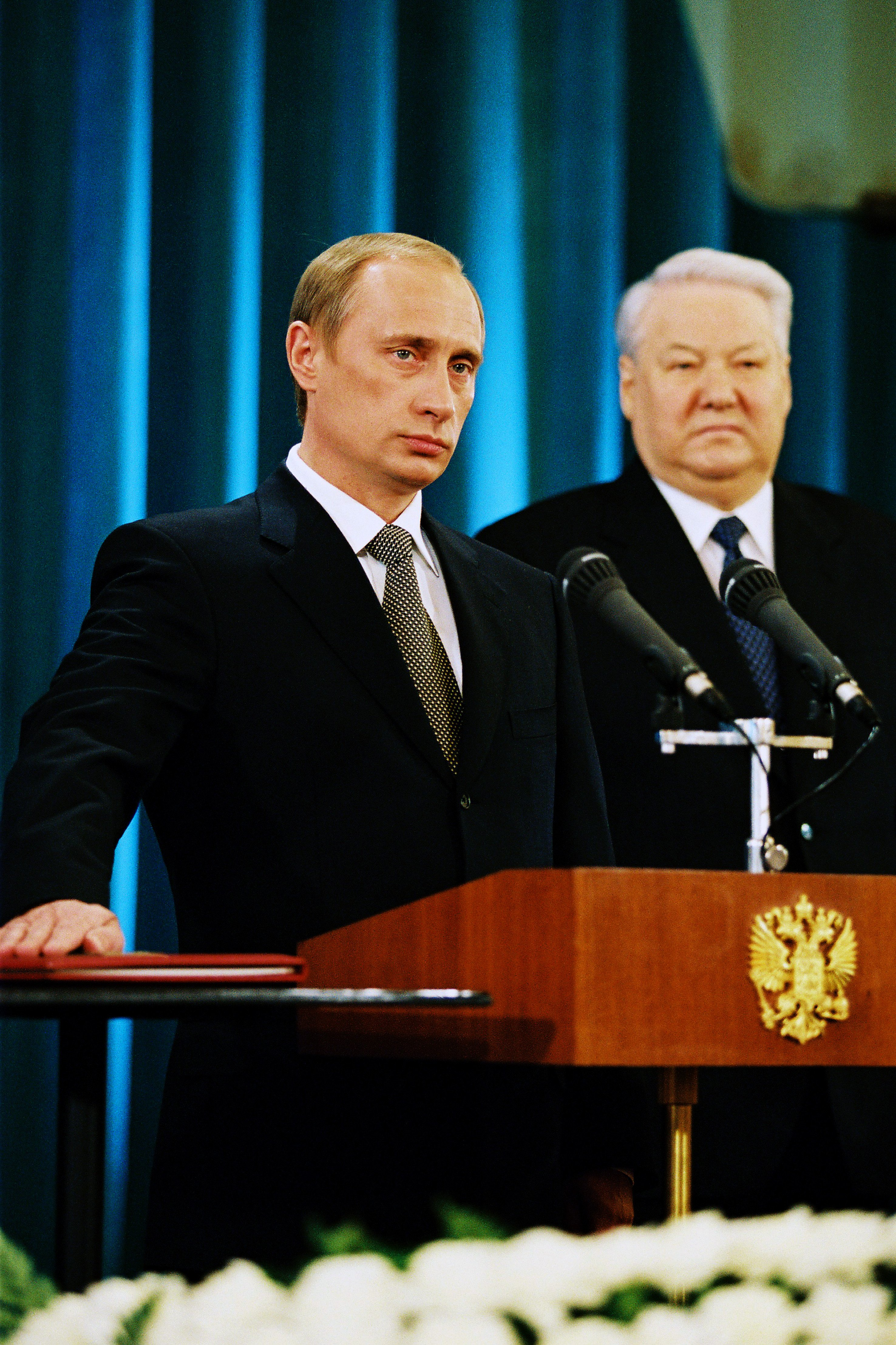
ウラジーミル・プーチンロシア大統領に就任(2000-2008・2012-)

- 558年 - コンスタンティノープルのアヤソフィア大聖堂が地震で崩壊。
- 1274年 - 第2リヨン公会議が開会。
- 1592年（文禄元年3月26日） - 文禄の役: 豊臣秀吉が朝鮮出兵の指揮をとるため京都から肥前名護屋へ向け出発[1]。
- 1763年 - インディアン戦争: ポンティアック戦争が始まる。
- 1824年 - ウィーンのケルントナートーア劇場で、ベートーヴェンの交響曲第9番が初演される[2]。
- 1847年 - アメリカ医師会発足。
- 1875年 - 樺太・千島交換条約締結。
- 1875年 - 新治県が茨城県と千葉県に分割・編入され、茨城県・千葉県が現在の形になる。
- 1888年 - 海軍軍医総監高木兼寛ら25人に日本初の博士号が授与される[3]。
- 1915年 - 第一次世界大戦: ルシタニア号事件。乗客1198人が死去。その内、米国人が139人。
- 1922年 - 日本初のプロボクシング興行「日米拳闘大試合」が渡辺勇次郎のプロモートにより靖国神社相撲場で開催。
- 1932年 - フランス大統領ポール・ドゥメールが暗殺される。
- 1936年 - 斎藤隆夫が帝国議会で粛軍演説。
- 1942年 - 第二次世界大戦 珊瑚海海戦: 翌5月8日にかけ、日米両海軍の間で史上初めて航空母艦部隊同士が戦う海戦が行われる[4]。
- 1945年 - 第二次世界大戦ドイツの降伏文書（英語版）: フランスのランスで連合国軍司令長官ドワイト・D・アイゼンハワー将軍とドイツ国防軍作戦部長アルフレート・ヨードル将軍が降伏文書に調印。ドイツが無条件降伏[5]。
- 1946年 - 東京通信工業（現在のソニー）が設立。
- 1954年 - 第一次インドシナ戦争: ディエンビエンフーの戦い終結。
- 1955年 - 最高裁が帝銀事件の平沢貞通被告の死刑判決に対する異議申立を棄却、死刑判決が確定。
- 1958年 - 長崎県松浦市の中興鉱業江口鉱業所（炭鉱）で出水、作業員29人が死亡[6]。
- 1962年 - 京都市天竜寺にて第一回科学者京都会議が開催される。湯川秀樹が主宰したもので、日本版のパグウォッシュ会議となった。核兵器禁止条約締結の必要性を世界にアピール[7]。
- 1974年 - ヴィリー・ブラント西ドイツ首相が、東ドイツのスパイギュンター・ギヨームが連邦首相府の秘書となっていたギヨーム事件の責任をとり辞任。
- 1986年 - アリューシャン諸島でマグニチュード8.1の大地震発生。
- 1992年 - スペースシャトル「エンデバー」がSTS-49ミッションで初飛行[8]。
- 1993年 - 日蓮宗宗務院と天台宗比叡山延暦寺との間で、横川定光院の護寺管理運営に日蓮宗があたるという協定が締結される。
- 1999年 - コソボ紛争・アライド・フォース作戦: NATO軍がユーゴスラビアの中華人民共和国大使館を誤爆。
- 1999年 - ローマ教皇ヨハネ・パウロ2世がルーマニアを訪問。ローマ教皇が東方正教会の信者が多数を占める国を訪問するのは1054年の東西教会の分裂以来初。
- 1999年 - ギニアビサウ内戦（英語版）: ギニア・ビサウ大統領ジョアン・ヴィエイラが退陣し、ポルトガル大使館へ避難。
- 2000年 - ウラジーミル・プーチンがロシア大統領に就任。
- 2002年 - 中国北方航空6136便放火墜落事件。
- 2006年 - 山形一家3人殺傷事件。
- 2008年 - ドミートリー・メドヴェージェフがロシア連邦大統領に就任。
- 2008年 - イエメン日本人観光客誘拐事件。
- 2008年 - 舞鶴高1女子殺害事件。翌日遺体発見。
- 2012年 - ウラジミール・プーチン大統領が、4年ぶりに大統領に就任。
- 2018年 - ウラジーミル・プーチンが4期目となるロシア大統領に就任[9]。
- 2018年 - カンボジアのフン・セン首相に近い人物が、カンボジアの有力英字紙プノンペン・ポストを買収[10]。
- 2018年 - 民進党と希望の党から一部の議員が合流し、国民民主党が結党。
- 2019年 - ミャンマーで、イスラム教徒少数民族ロヒンギャの取材中に逮捕され収監されていたロイター通信の記者2人が、恩赦により釈放された[11]。
- 2020年 - 新型コロナウイルスの感染拡大防止の為、4月17日限りで運転休止したJR北海道の札沼線（学園都市線）の北海道医療大学〜新十津川間が正式に廃止になる。

## 誕生日

### 人物

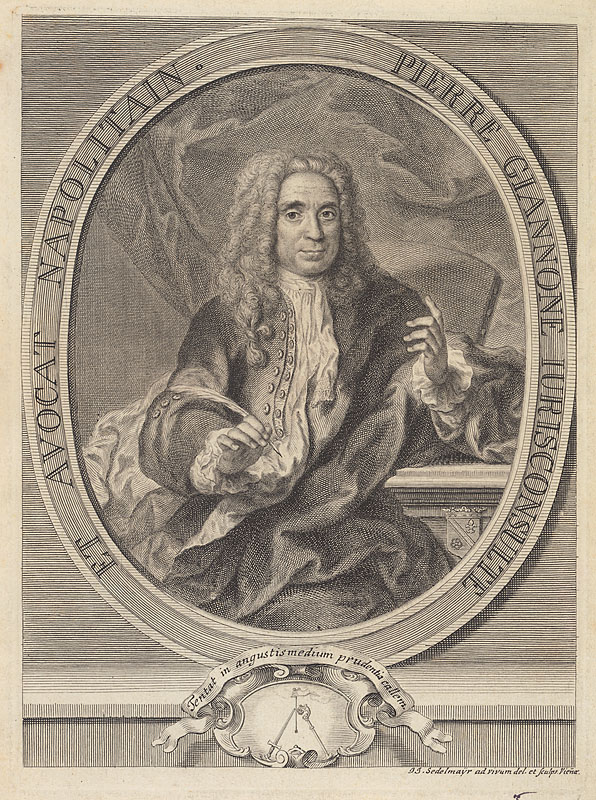
歴史家ピエトロ・ジャンノーネ(1676-1748)誕生。

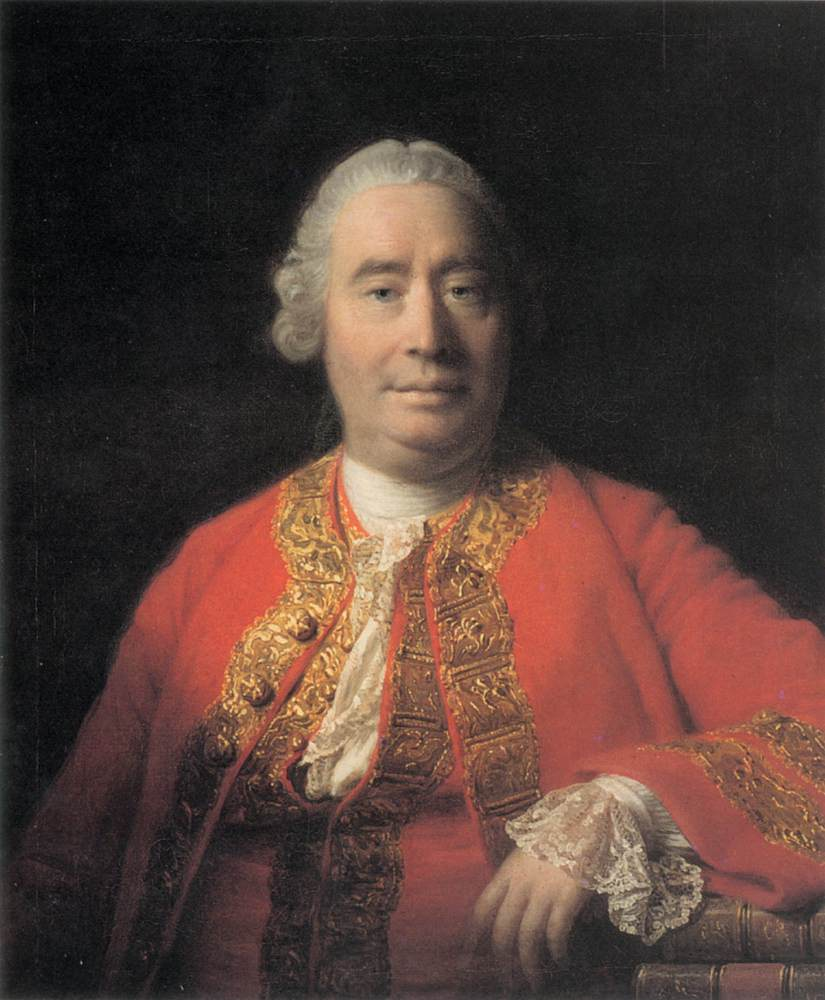
経験論の哲学者、デイヴィッド・ヒューム(1711-1776)誕生。

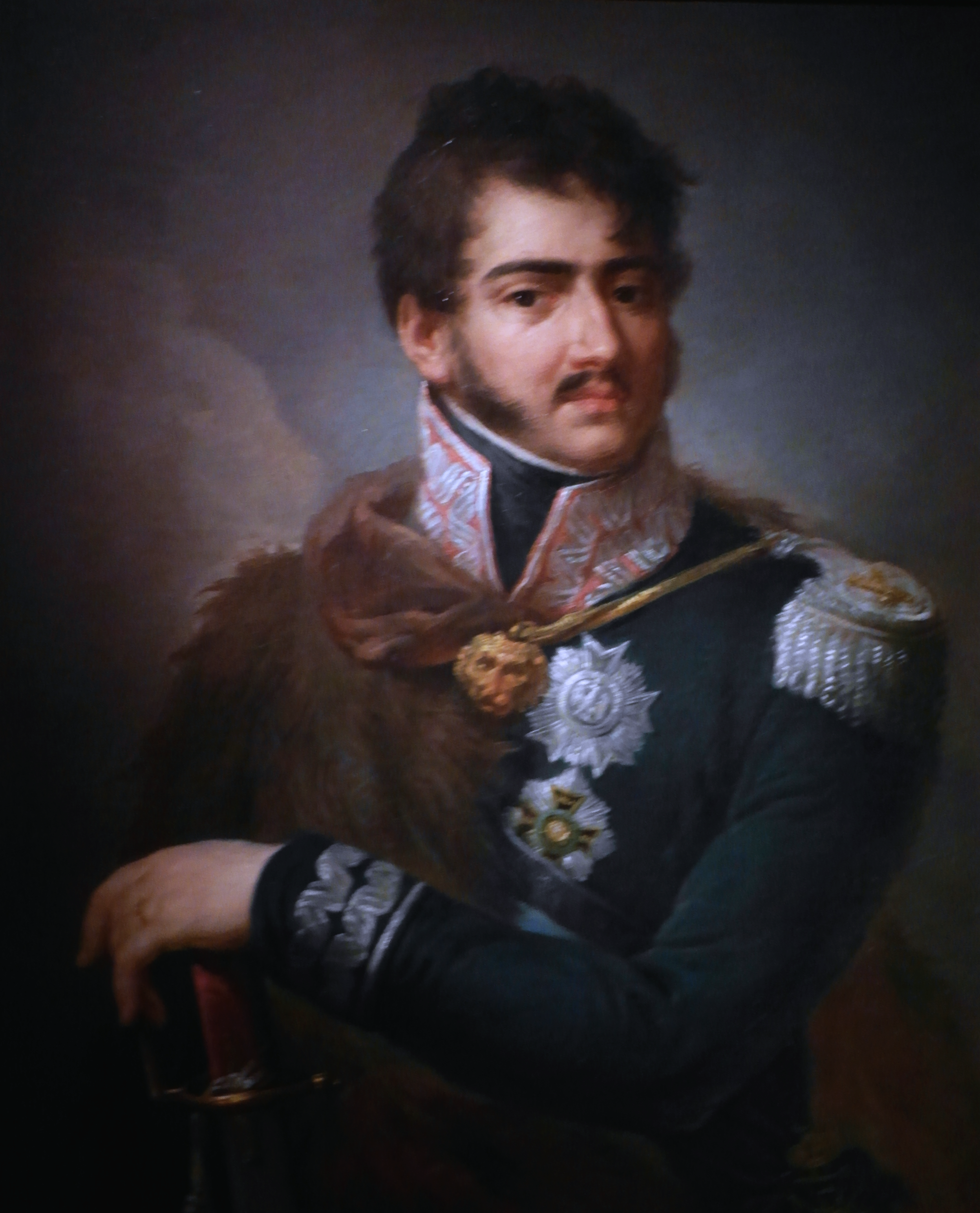
ポーランド・リトアニア共和国の軍人ユゼフ・アントニ・ポニャトフスキ(1763-1813)誕生。ナポレオンの下で活躍した。

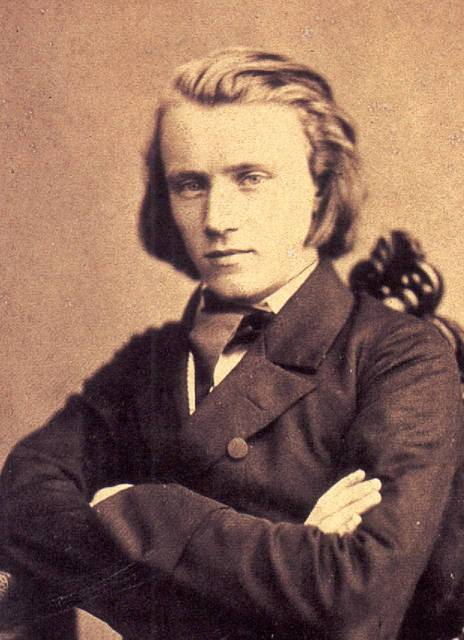
作曲家ヨハネス・ブラームス(1833-1897)誕生。

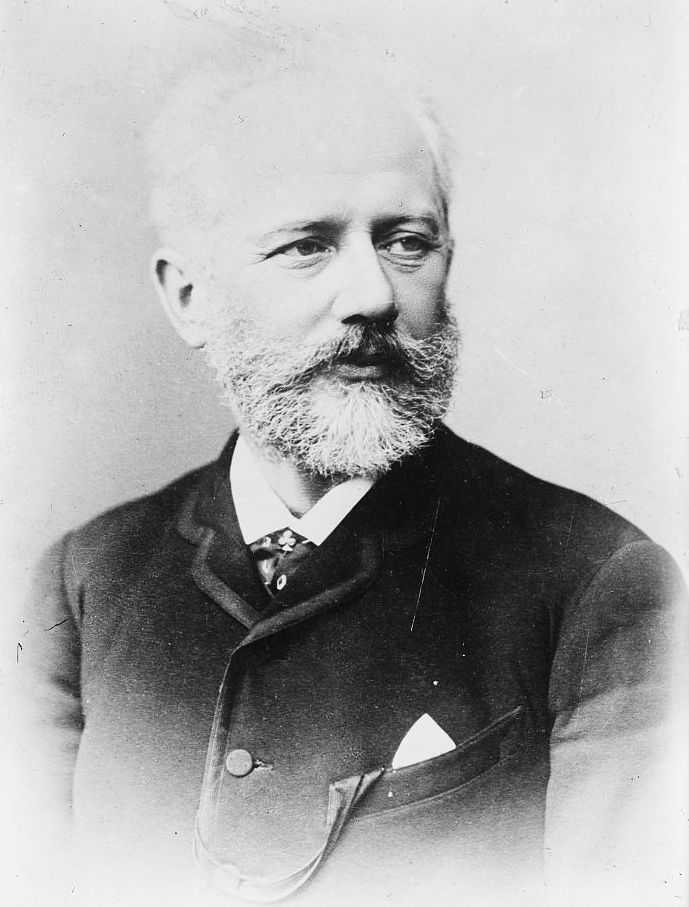
作曲家ピョートル・チャイコフスキー(1840-1893)誕生。

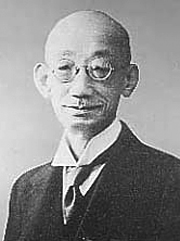
天皇機関説を唱えた憲法学者、美濃部達吉(1873-1948)誕生。

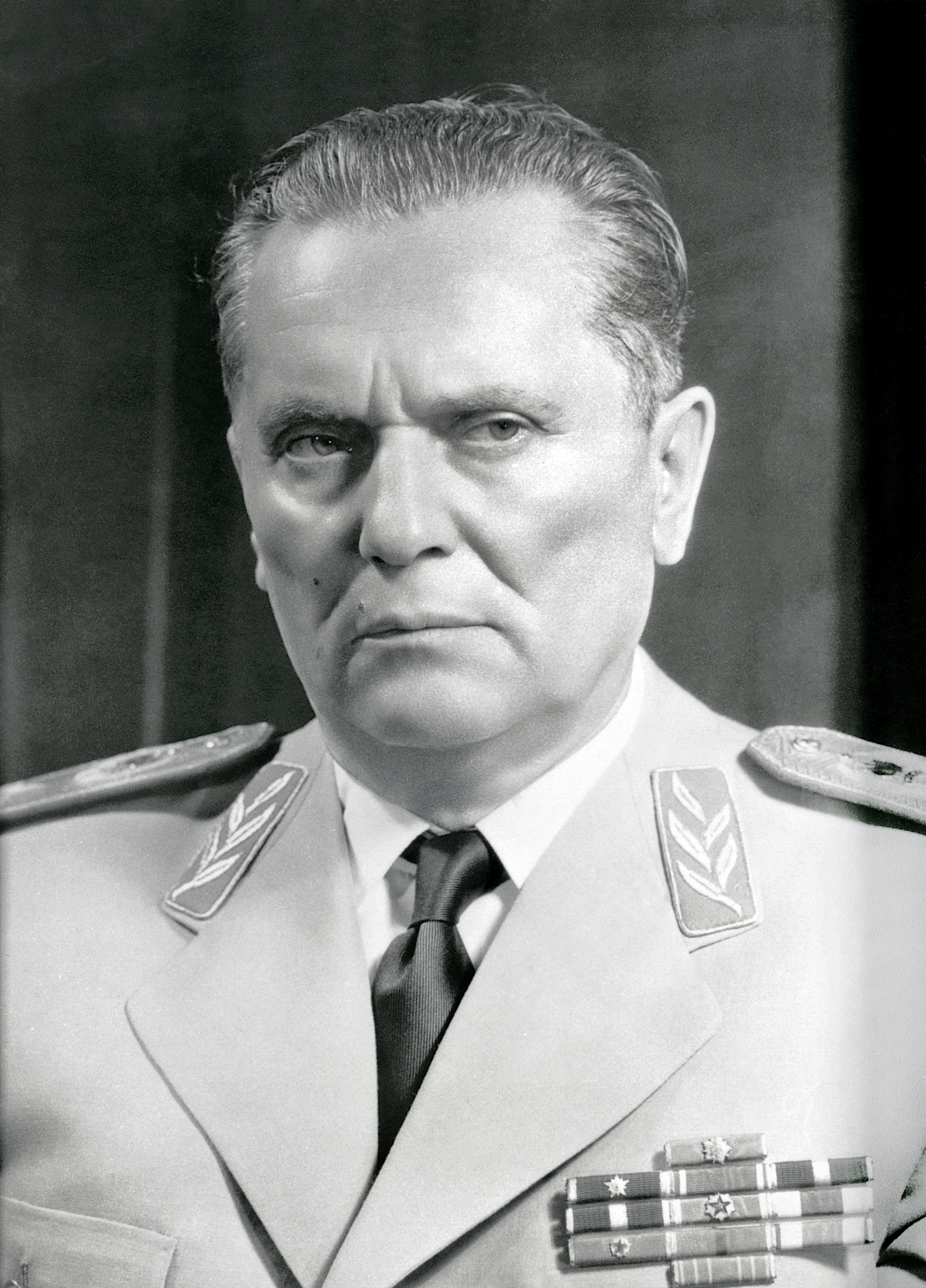
ユーゴスラビアの政治家ヨシップ・ブロズ・チトー(1892-1980)誕生。

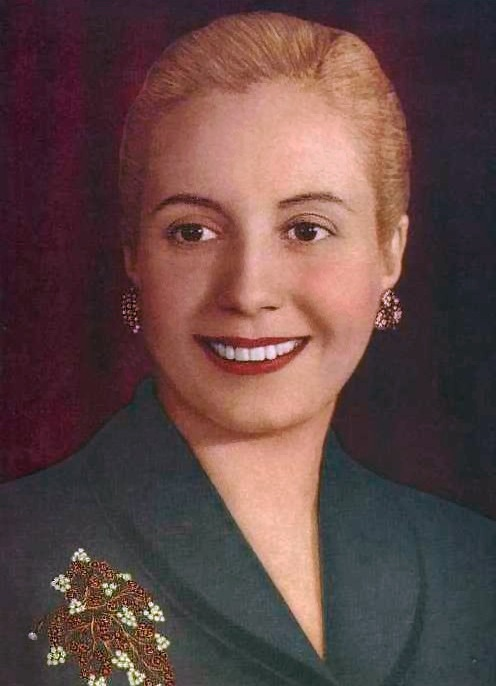
アルゼンチンの女優・政治家エバ・ペロン(1919-1952)誕生。

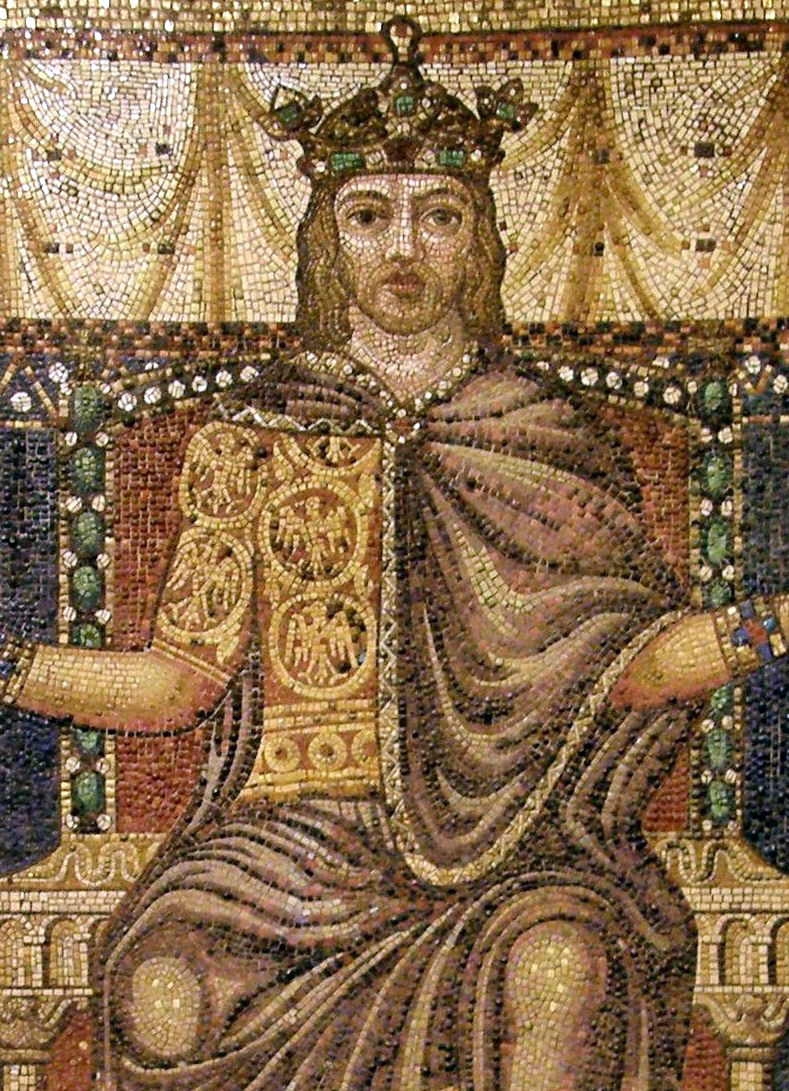
神聖ローマ帝国初代皇帝、オットー1世(912-973)没。

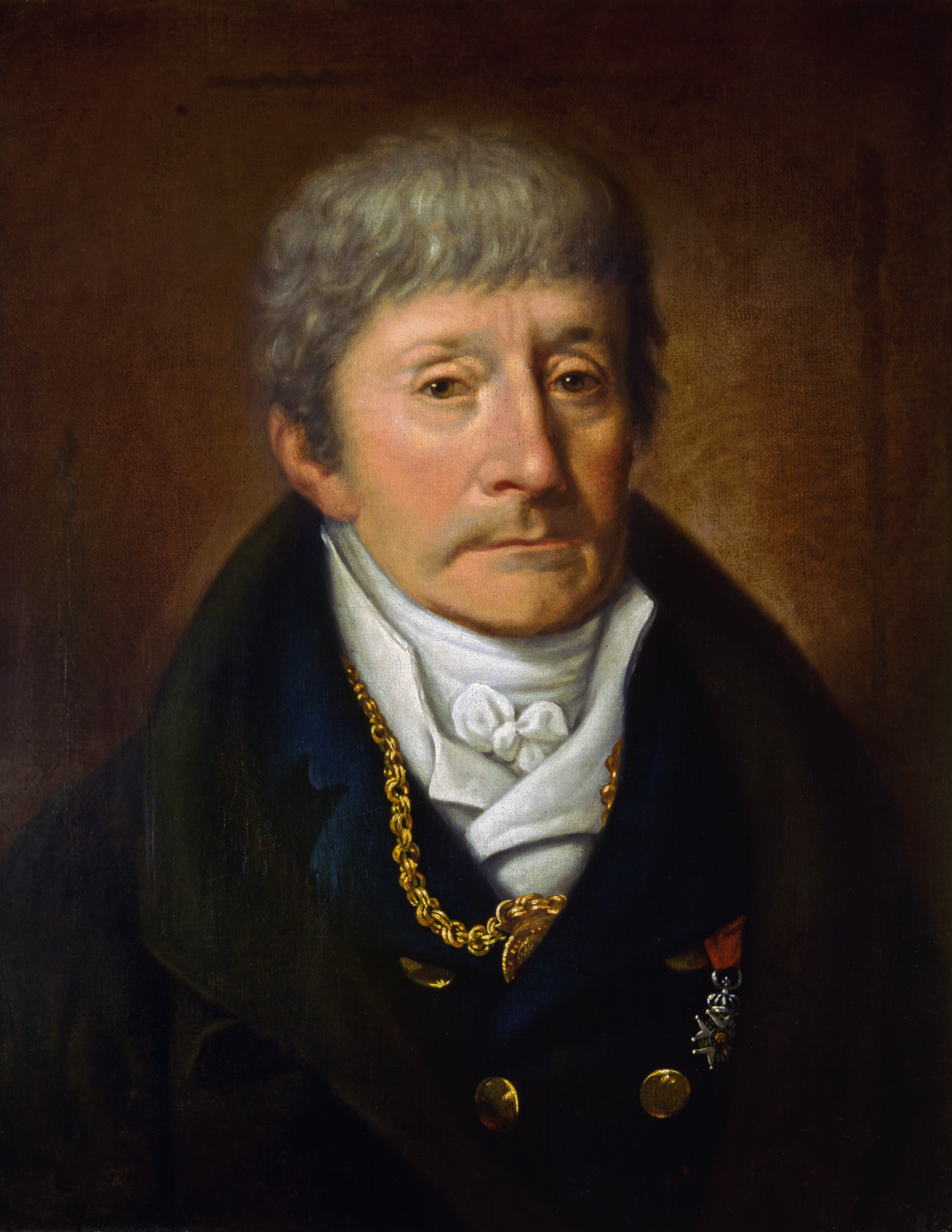
作曲家アントニオ・サリエリ(1750-1825)没。

- 1530年 - ルイ1世、初代コンデ公（+ 1569年）
- 1633年（寛永10年3月29日） - 清閑寺熙房、江戸時代前期の公卿（+ 1686年）
- 1676年 - ピエトロ・ジャンノーネ、歴史家（+ 1748年）
- 1711年 - デイヴィッド・ヒューム、思想家（+ 1776年）
- 1744年（延享元年3月25日） - 正親町公明、江戸時代後期の公卿（+ 1813年）
- 1748年 - オランプ・ド・グージュ、作家、女優（+ 1793年）
- 1763年 - ユゼフ・アントニ・ポニャトフスキ、軍人、元帥（+ 1813年）
- 1774年 - フランシス・ボーフォート、海洋学者、気象学者（+ 1857年）
- 1812年 - ロバート・ブラウニング、詩人（+ 1889年）
- 1833年 - ヨハネス・ブラームス、作曲家（+ 1897年）
- 1840年（ユリウス暦4月25日） - ピョートル・チャイコフスキー、作曲家（+ 1893年）
- 1841年 - ギュスターヴ・ル・ボン、心理学者、社会学者（+ 1931年）
- 1847年 - 第5代ローズベリー伯爵アーチボルド・プリムローズ、政治家、イギリス首相（+ 1929年）
- 1858年（安政5年3月24日） - 久世広業、第8代下総国関宿藩主・子爵（+ 1911年）
- 1861年 - ラビンドラナート・タゴール、詩人、哲学者（+ 1941年）
- 1867年 - ヴワディスワフ・レイモント、小説家（+ 1925年）
- 1873年 - 美濃部達吉、憲法学者（+ 1948年）
- 1874年 - 河井醉茗、詩人（+ 1965年）
- 1889年 - 坂本真琴、婦人運動家（+ 1954年）
- 1892年 - ヨシップ・ブロズ・チトー、政治家、ユーゴスラビア大統領（+ 1980年）
- 1895年 - 2代目桂枝太郎、落語家（+ 1978年）
- 1898年 - 永野若松、政治家（+ 1977年）
- 1901年 - ゲイリー・クーパー、俳優（+ 1961年）
- 1902年 - 江川宇礼雄、俳優、映画監督、脚本家（+ 1970年）
- 1908年 - 髙登渉、元大相撲力士（+ 1999年）
- 1909年 - エドウィン・ハーバード・ランド、科学者、発明家（+ 1991年）
- 1911年 - ティーブ・釜萢、ジャズミュージシャン（+ 1980年）
- 1911年 - 本多猪四郎、映画監督（+ 1993年）
- 1914年 - 芝木好子、小説家（+ 1991年）
- 1915年 - 仁杉巌、第9代日本国有鉄道総裁（+ 2015年）
- 1919年 - エヴァ・ペロン、フアン・ペロン大統領夫人（+ 1952年）
- 1921年 - 川崎徳次、元プロ野球選手、元プロ野球監督（+ 2006年）
- 1922年 - ダーレン・マクギャヴィン、俳優（+ 2006年）
- 1923年 - アン・バクスター、女優（+ 1985年）
- 1929年 - ディック・ウィリアムズ、元プロ野球選手（+ 2011年）
- 1930年 - アナトリー・ルキヤノフ、政治家（+ 2019年）
- 1931年 - ジーン・ウルフ、ファンタジー作家（+ 2019年）
- 1932年 - 松崎真、俳優（+ 2015年）
- 1933年 - 塚本信夫、俳優（+ 1996年）
- 1936年 - 在原兵次、元プロ野球選手（+ 2013年）
- 1936年 - 山田二郎 、アナウンサー
- 1937年 - 児玉隆也、ジャーナリスト（+ 1975年）
- 1938年 - 岩上江笠、元プロ野球選手
- 1939年 - 岸本忠三、免疫学者、第14代大阪大学総長
- 1939年 - シドニー・アルトマン、分子生物学者（+ 2022年）
- 1939年 - ルッジェロ・デオダート、映画監督（+ 2022年）
- 1941年 - 萩本欽一、タレント、茨城ゴールデンゴールズ球団オーナー、監督
- 1941年 - 青江三奈、歌手（+ 2000年）
- 1942年 - ニャホ・ニャホ＝タマクロー、ガーナサッカー協会元会長、政治家、医師
- 1944年 - 古川俊隆、内閣総理大臣秘書官
- 1944年 - 松谷栄司、元プロ野球選手
- 1945年 - 中山信弘、法学者、弁護士
- 1946年 - 新井満、小説家（+ 2021年）
- 1946年 - 青木勝男、元プロ野球選手（+ 2019年）
- 1947年 - 佐々木剛、俳優
- 1947年 - 前田睦彦、元スピードスケート選手
- 1947年 - アントニオ・デラ・クルス、元サッカー選手、指導者
- 1948年 - 西岡恭蔵、シンガーソングライター（+ 1999年）
- 1949年 - たちいりハルコ、漫画家
- 1949年 - 安田隆夫、ドン・キホーテ創業者
- 1951年 - 木下富雄、元プロ野球選手
- 1951年 - 一の関秀則、元プロ野球選手
- 1952年 - 松田重治、声優
- 1952年 - 蔵田照美、ハンドボール選手
- 1954年 - 河内敏光、元バスケットボール選手、指導者
- 1954年 - 花輪晴彦、バレーボール選手
- 1957年 - 佐田玲子、シンガーソングライター
- 1957年 - 山本康人、漫画家
- 1957年 - 谷崎浩二、元プロ野球選手
- 1958年 - 赤羽一嘉、政治家
- 1958年 - 小林三四郎、俳優
- 1960年 - 野沢尚、脚本家、小説家（+ 2004年）
- 1961年 - 中山千彰、テレビプロデューサー
- 1961年 - 田中宇、ジャーナリスト
- 1963年 - ダリガ・ナザルバエフ、政治家
- 1965年 - 上川隆也、俳優
- 1965年 - オーエン・ハート、プロレスラー（+ 1999年）
- 1965年 - ノーマン・ホワイトサイド、元サッカー選手
- 1966年 - 中島唱子、女優
- 1966年 - 佐藤あつし、ミュージシャン
- 1967年 - 大翔鳳昌巳、大相撲力士（+ 1999年）
- 1968年 - トレイシー・ローズ、女優
- 1968年 - 本間哲郎、元プロ野球選手
- 1969年 - 佐藤二朗、俳優
- 1969年 - 小桧山雅仁、元プロ野球選手
- 1970年 - 上田晋也、お笑い芸人（くりぃむしちゅー）
- 1970年 - リード・シークリスト、元プロ野球選手
- 1970年 - マーク・スミス、元プロ野球選手
- 1971年 - 桂文月、落語家
- 1972年 - 前園泰徳、教育者、環境学者
- 1972年 - 小川浩司、アナウンサー
- 1973年 - 南部直史、作曲家
- 1973年 - パオロ・サヴォルデッリ、自転車競技選手
- 1975年 - 笹山洋一、元プロ野球選手
- 1975年 - ジャン＝セバスチャン・フェクトー、フィギュアスケート選手
- 1976年 - 加藤明子、ABC朝日放送アナウンサー
- 1976年 - まちゃまちゃ、お笑いタレント
- 1976年 - LITTLE、ミュージシャン（KICK THE CAN CREW）
- 1978年 - 原田健二、俳優
- 1978年 - 鈴村正樹、アクション監督、スタントマン、俳優
- 1978年 - ショーン・マリオン、元バスケットボール選手
- 1978年 - 河野昌人、元プロ野球選手（+ 2017年）
- 1979年 - 窪塚洋介、俳優
- 1980年 - 杉山春樹、元プロ野球選手
- 1980年 - 五十嵐圭、バスケットボール選手
- 1980年 - 寺田祐也、元プロ野球選手
- 1980年 - 田口清隆、映画監督
- 1981年 - 長崎元、元プロ野球選手
- 1982年 - ルイス・ヒメネス、プロ野球選手
- 1982年 - ジェイ・ボスロイド、サッカー選手
- 1983年 - 後藤ゆきこ、タレント、グラビアアイドル
- 1983年 - 青木源太、アナウンサー
- 1983年 - 伊藤亜衣美、ハンドボール選手
- 1984年 - 岡田茉奈、タレント
- 1984年 - 松尾光次、歌手、俳優
- 1984年 - fuwala、シンガーソングライター
- 1984年 - 橋本長道、小説家、ライター
- 1984年 - 夏樹☆たいよう、元プロレスラー、レフェリー
- 1984年 - 末廣潤、プロバスケットボール選手
- 1984年 - アレックス・スミス、アメリカンフットボール選手
- 1984年 - 筧裕次郎、元プロ野球選手
- 1984年 - ジェームズ・ローニー、元プロ野球選手
- 1984年 - 神戸みゆき、タレント（+ 2008年）
- 1985年 - ミハイル・イグナティエフ、自転車競技選手
- 1985年 - 菅野仁志[12]、シルバーアクセサリーデザイナー
- 1986年 - マット・ヘルダース、歌手（アークティック・モンキーズ）
- 1986年 - 宮森セーラ、女優、声優
- 1987年 - 紺野あさ美、アナウンサー、元アイドル（元モーニング娘。）
- 1987年 - 宮崎寛務、声優
- 1987年 - 中里美喜、ミュージカル俳優
- 1987年 - 林彰洋、サッカー選手
- 1988年 - 森本貴幸、元サッカー選手
- 1988年 - 島崎麻衣、元グラビアアイドル
- 1988年 - イサイアス・ベラスケス、元野球選手
- 1988年 - サム・ダイソン、プロ野球選手
- 1989年 - 山口晃司、三味線奏者
- 1989年 - 坂本大空也、元プロ野球選手
- 1990年 - 浦浜アリサ、ファッションモデル
- 1990年 - 綱島恵里香、女優、タレント
- 1990年 - 戸谷公人、俳優、タレント
- 1990年 - 金井成大、俳優
- 1990年 - 平野ジェニファー、プロゴルファー
- 1990年 - 三嶋一輝、プロ野球選手
- 1990年 - 宮原臣佳、野球選手
- 1990年 - 竪山隼太、俳優
- 1990年 - キーストン・ランドール、アメリカンフットボール選手
- 1990年 - 尹ビッカラム、サッカー選手
- 1990年 - イアン・ロレッロ、元フィギュアスケート選手
- 1990年 - 小出友華、元ファッションモデル
- 1991年 - 加藤大、サッカー選手
- 1991年 - 高田直美、ミュージカル俳優
- 1991年 - エミリオ・パガン、プロ野球選手
- 1992年 - 山田悠希、声優
- 1992年 - 日向夕奈、女優、アイドル
- 1992年 - 鈴木祐大、俳優
- 1993年 - 永江恭平、元プロ野球選手
- 1993年 - 阿部純子、女優、ファッションモデル
- 1995年 - 坂圭祐、サッカー選手
- 1995年 - 大山啓輔、サッカー選手
- 1997年 - 石森虹花、タレント（元欅坂46）
- 1997年 - 髙木悠未、アイドル、タレント（LinQ）
- 1998年 - 林田真尋、歌手、ダンサー（元フェアリーズ）
- 1998年 - 荒井優希、プロレスラー、元アイドル（元SKE48）
- 1998年 - 三田悠貴、グラビアアイドル
- 1998年 - 平賀吏桜、アナウンサー
- 1998年 - ミスタービースト、YouTuber、慈善家
- 1999年 - 佐藤優樹、歌手（元モーニング娘。）
- 1999年 - 藤井菜々子、競歩選手
- 1999年 - ブライト健太、プロ野球選手
- 1999年 - 菊地泰智、サッカー選手
- 1999年 - 井上宗一郎、バスケットボール選手
- 2000年 - 原田葵、アナウンサー、元アイドル（元櫻坂46）
- 2000年 - キム・ギワン、プロアイスホッケー選手
- 2001年 - 段原瑠々、アイドル（Juice=Juice）
- 2001年 - 小林珠維、プロ野球選手
- 2002年 - 篠木健太郎、プロ野球選手
- 2002年 - いもと。、ミュージシャン
- 2003年 - 日紫喜聖琉、アイドル（元iDOL Street）
- 2004年 - ミンジ、歌手（NewJeans）
- 2005年 - 戸田梨杏、モデル、女優、アイドル（Shibu3 project）
- 生年不詳 - 朝田陽貴、声優
- 生年不詳 - 川島悠美、声優
- 生年不詳 - 黒瀬ゆうこ、声優
- 生年不詳 - 小村将、声優
- 生年不詳 - 鉄炮塚葉子、声優
- 生年不詳 - 奈良徹、声優
- 生年不詳 - 藤原鞠菜、声優、歌手

### 人物以外（動物など）
- 1984年 - アサカミブライト、競走馬（+ 没年不詳）
- 1984年 - イナリワン、競走馬（+ 2016年）
- 1989年 - マチカネタンホイザ、競走馬（+ 2013年）
- 1998年 - ジャングルポケット、競走馬（+ 2021年）
- 2019年 - ドウデュース、競走馬

## 忌日

### 人物

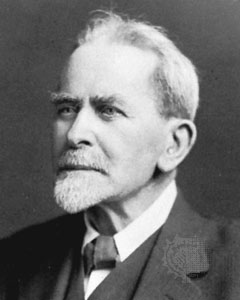
社会人類学者、ジェームズ・フレイザー(1854-1941)没。

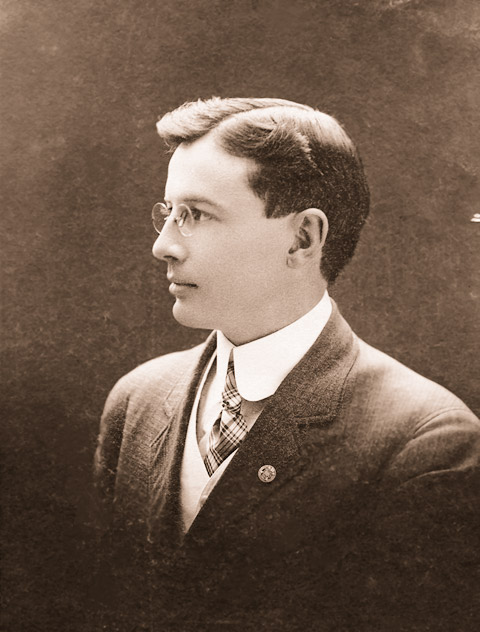
日本で数多くの西洋建築を手懸けた建築家・キリスト教伝道者ウィリアム・メレル・ヴォーリズ(1880-1964)没。

- 260年 - 曹髦、魏の第4代皇帝（* 241年）
- 973年 - オットー1世、神聖ローマ帝国初代皇帝（* 912年）
- 1166年 - グリエルモ1世、シチリア王（* 1120年）
- 1205年 - ラースロー3世、ハンガリー王国国王（* 1199年）
- 1284年（弘安7年4月21日） - 島津久経、武将（* 1225年）
- 1617年 - ダーヴィト・ファブリツィウス、天文学者（* 1564年）
- 1657年（明暦3年3月24日） - 鍋島勝茂、大名（* 1580年）
- 1667年 - ヨハン・ヤーコプ・フローベルガー、作曲家（* 1616年）
- 1682年 - フョードル3世、モスクワ大公（* 1661年）
- 1718年 - メアリー、イングランド王ジェームズ2世の王妃（* 1658年）
- 1777年 - シャルル・ド・ブロス、思想家、民族学者（* 1709年）
- 1793年 - ピエトロ・ナルディーニ、作曲家、ヴァイオリニスト（* 1722年）
- 1795年 - アントワーヌ・フーキエ＝タンヴィル、フランスの革命裁判所検事（* 1746年）
- 1800年 - ニコロ・ピッチンニ、作曲家（* 1728年）
- 1805年 - 第2代シェルバーン伯ウィリアム・ペティ、政治家、イギリス首相（* 1737年）
- 1818年 - レオポルト・アントニーン・コジェルフ、作曲家（* 1747年）
- 1825年 - アントニオ・サリエリ、作曲家（* 1750年）
- 1836年 - ノルベルト・ブルグミュラー、作曲家（* 1810年）
- 1840年 - カスパー・ダーヴィト・フリードリヒ、画家（* 1774年）
- 1843年（天保14年4月8日） - 高久靄厓、南画家（* 1796年）
- 1862年（文久2年4月9日） - 大槻俊斎、蘭方医（* 1806年）
- 1868年 - ヘンリー・ブルーム (初代ブルーム＝ヴォークス男爵)、政治家（* 1778年）
- 1873年 - サーモン・P・チェース、政治家、第25代アメリカ合衆国財務長官（* 1808年）
- 1885年 - 千葉重太郎、剣術家（* 1824年）
- 1891年 - 桂文三 (2代目)、落語家（* 1859年）
- 1894年 - シャルル・ジャック、画家、版画家（* 1813年）
- 1896年 - 永樂和全、陶芸家（* 1823年）
- 1908年 - ポール・ブリューナ、生糸技術者、お雇い外国人（* 1840年）
- 1925年 - ボリス・サヴィンコフ、エスエル軍事部門の指導者、小説家（* 1879年）
- 1931年 - アクセリ・ガッレン＝カッレラ、画家（* 1865年）
- 1932年 - ポール・ドゥメール、フランス大統領（* 1857年）
- 1941年 - ジェームズ・フレイザー、社会人類学者（* 1854年）
- 1942年 - フェリックス・ワインガルトナー、指揮者、作曲家（* 1863年）
- 1943年 - アレクサンダー・ピアース・アンダーソン（英語版）、植物学者、教育者（* 1862年）
- 1951年 - ワーナー・バクスター、俳優（* 1889年）
- 1954年 - アンリ・ミヌール、天文学者（* 1899年）
- 1956年 - ヨーゼフ・ホフマン、建築家（* 1870年）
- 1956年 - レオポルト・ウラッハ、クラリネット奏者（* 1902年）
- 1957年 - アルノルト・ファン・ヘネップ、文化人類学者、民俗学者（* 1873年）
- 1957年 - ヴィルヘルム・フィルヒナー、探検家（* 1877年）
- 1964年 - ウィリアム・メレル・ヴォーリズ、建築家（* 1880年）
- 1965年 - チャールズ・シーラー、画家、写真家（* 1883年）
- 1968年 - ルイス・ブルネット、三段跳び選手（* 1901年）
- 1970年 - 鈴木茂三郎、政治家（* 1893年）
- 1970年 - 小野茂樹、歌人（* 1936年）
- 1971年 - ヘレーネ・ヴァイゲル、女優（* 1900年）
- 1972年 - 原菊太郎、政治家、第3代徳島県知事（* 1889年）
- 1975年 - 森下國雄、政治家（* 1896年）
- 1977年 - 山岸外史、文芸評論家（* 1904年）
- 1980年 - 野呂邦暢、小説家（* 1937年）
- 1985年 - ドーン・アダムズ、女優（* 1930年）
- 1986年 - ヘルマ・サボー、フィギュアスケート選手（* 1902年）
- 1987年 - 松浦健郎、脚本家、小説家（* 1920年）
- 1988年 - 山本健吉、文芸評論家（* 1907年）
- 1991年 - 末永雅雄、考古学者（* 1897年）
- 1991年 - 岩村英郎、実業家、元川崎製鉄社長（* 1915年）
- 1994年 - 安宅英一、実業家、元安宅産業会長（* 1901年）
- 1998年 - アラン・コーマック、物理学者（* 1924年）
- 2000年 - ダグラス・フェアバンクスJr.、俳優（* 1909年）
- 2000年 - 濱村秀雄、陸上競技選手（* 1928年）
- 2001年 - ジョーゼフ・グリーンバーグ、言語学者（* 1915年）
- 2001年 - 山田英雄、歴史学者、新潟大学名誉教授（* 1920年）
- 2002年 - 宮本征勝、元サッカー選手、指導者（* 1938年）
- 2002年 - ハビエル・モンサルバーチェ、作曲家（* 1912年）
- 2003年 - 高松冨男[13]、実業家、大同薬品工業、ダイドードリンコ創業者（* 1917年）
- 2003年 - 宇佐美承、ジャーナリスト、ノンフィクション作家（* 1924年）
- 2003年 - 冬杜花代子、作詞家（* 生年不詳）
- 2004年 - 辻巖[14]、実業家、ロックペイント創業者（* 1903年）
- 2005年 - 和泉覚、政治家（* 1912年）
- 2005年 - 犬養廉、日本文学者、お茶の水女子大学名誉教授（* 1922年）
- 2006年 - 並河萬里、写真家（* 1931年）
- 2006年 - スティーヴ・ベンダー、ミュージシャン（ジンギスカン）（* 1946年）
- 2006年 - 曽我町子、女優、声優（* 1938年）
- 2006年 - 松山恵子、歌手（* 1937年）
- 2006年 - 高良茂、ラジオパーソナリティ（* 1960年）
- 2007年 - 吉村午良、政治家、第46-49代長野県知事（* 1926年）
- 2007年 - ディエゴ・コラレス、プロボクサー（* 1977年）
- 2008年 - 水島裕、医師、政治家、聖マリアンナ医科大学名誉教授（* 1933年）
- 2009年 - 宮操子、舞踊家（* 1907年）
- 2010年 - アデル・マーラ（英語版）、女優、歌手、ダンサー（* 1923年）
- 2010年 - ハンス・リヒャルト・シュトラッケ、指揮者、オルガン奏者、作曲家（* 1932年）
- 2011年 - ウィラード・ボイル、物理学者、ノーベル物理学賞共同受賞者（* 1924年）
- 2011年 - 桜田晋也、歴史小説作家（* 1949年）
- 2011年 - セベ・バレステロス、プロゴルファー（* 1957年）
- 2012年 - 生田正輝、法学者、慶應義塾大学名誉教授（* 1923年）
- 2012年 - 赤松蕙子、俳人（* 1931年）
- 2012年 - 早瀬公忠、元陸上競技選手（* 1940年）
- 2012年 - 花家圭太郎、小説家、フリーライター（* 1946年）
- 2012年 - 森田耕一郎、天文学者、国立天文台教授（* 1953年）
- 2013年 - 森昌也、政治家、元静岡県島田市長（* 1910年）
- 2013年 - レイ・ハリーハウゼン、特撮監督（* 1920年）
- 2013年 - 五十嵐広三、政治家（* 1926年）
- 2013年 - 間部耕苹、実業家、日本テレビ放送網代表取締役相談役（* 1934年）
- 2014年 - トニー・ジェナロ、俳優（* 1942年）
- 2014年 - コリン・ピリンジャー、惑星科学者（* 1943年）
- 2015年 - 高木教典、マスコミュニケーション研究者、東京大学名誉教授（* 1931年）
- 2016年 - 坪井清足、考古学者（* 1921年）
- 2016年 - 野口祐、経営学者、慶應義塾大学名誉教授（* 1926年）
- 2016年 - 鈴木和雄、政治家、元群馬県みなかみ町長・新治村長（* 1940年）
- 2017年 - 小川政亮、法学者、日本社会事業大学名誉教授（* 1920年）
- 2017年 - 谷本巍、政治家、元参議院議員（* 1928年）
- 2017年 - 坂野義光、映画監督（* 1931年）
- 2017年 - グラン・アパッチェ、プロレスラー（* 1959年）
- 2018年 - ミキ・ムステル、アニメーター、漫画家、彫刻家（* 1925年）
- 2018年 - エルマンノ・オルミ、映画監督、映画プロデューサー（* 1931年）
- 2019年 - ジャン・バニエ、キリスト教哲学者、ラルシュ共同体設立者（* 1928年）
- 2019年 - 小槻さとし、漫画家（* 1946年）
- 2020年 - パウル・クーニチュ、言語学者（* 1930年）
- 2021年 - エゴール・リガチョフ、政治家、元ソビエト連邦共産党第二書記（* 1920年）
- 2021年 - 鑪幹八郎、心理学者、臨床心理士、前京都文教大学学長・名誉教授、広島大学名誉教授（* 1934年）
- 2022年 - 松山眞一、ヤクザ、極東会5代目会長（* 1927年）
- 2022年 - 田中健五、ジャーナリスト、編集者、実業家、元文藝春秋会長（* 1928年）
- 2022年 - 飯田宗孝、バレエダンサー、指導者、東京バレエ団団長（* 1957年）
- 2022年 - カン・スヨン、俳優（* 1966年）
- 2023年 - マルク・ラロンド、政治家、元厚生大臣（* 1929年）
- 2023年 - グレース・バンブリー、メゾソプラノ歌手（* 1937年）
- 2023年 - 鈴木康志、ミュージシャン、シンガーソングライター、音楽プロデューサー（* 1956年）
- 2024年 - 金己男、政治家（* 1929年）
- 2024年 - 長谷川武彦、技術者、実業家、元ヤマハ発動機社長（* 1931年）
- 2024年 - 伊志嶺亮、医師、文化人、政治家、元沖縄県平良市長・宮古島市長（* 1933年）
- 2024年 - スティーヴ・アルビニ、ミュージシャン、音楽プロデューサー、音響技術者（* 1962年）
- 2025年 - 原田久仁信、漫画家（* 1951年）

### 人物以外（動物など）
- 2002年 - シアトルスルー、競走馬（* 1974年）

## 記念日・年中行事
- 世界エイズ孤児デー（ 世界）
2002年に国連子ども特別総会が開催されたニューヨークで制定。
- コナモンの日（ 日本）
日本コナモン協会が2003年に制定。
- 博士の日（ 日本）
1888年のこの日、海軍軍医総監高木兼寛、植物学者伊藤圭介・数学者菊池大麓・物理学者山川健次郎ら25人に日本初の博士号が授与されたことに由来する[3]。